# Simon Efemey
Simon Efemey ist ein englischer Musikproduzent und Toningenieur, der vor allem für seine Arbeit mit Metal- und Hardrock-Gruppen bekannt ist, darunter Napalm Death, Paradise Lost, Obituary, Amorphis, Deceased und The Wildhearts. Er zeichnete auch für die Live-Tonmischung von Bands wie The Wonder Stuff, Jesus Jones, Diamond Head, Orson, Obituary und Napalm Death verantwortlich.

## Werdegang
Efemey wurde insbesondere für seine Beteiligung an stilprägenden Alben wie etwa Shades of God, Icon oder auch Draconian Times von Paradise Lost bekannt. Zudem war er maßgeblich an der Einrichtung des Aufnahmestudios und der Proberäume in Stourbridge, bekannt als Wreckless und später The Icicle Works, beteiligt, bot lokalen Amateurbands eine lokale Quelle erschwinglicher Übungsräume und Aufnahmemöglichkeiten. Während dieser Zeit trat Efemey auch selber auf, unter anderem als Frontmann.
Efemey war auf dem Cover des zurückgezogenen Designs für die Single Greetings from Shitsville von The Wildhearts aus dem Jahr 1993, auf dem er dargestellt wurde, wie er sich in ein Fladenbrot entleerte, das von den vier Bandmitgliedern gehalten wurde.

## Diskografie
Efemey wird als Produzent genannt, außer wo anders angegeben.
- Dead Wretched – No Hope for Anyone EP (Inferno Records)
- Ned’s Atomic Dustbin – The Ingredients EP (1990, Chapter 22, 12")
- The Sand Kings – Circles (1990, Longbeach, Single)
- The Wonder Stuff – Radio Ass Kiss von The Size of a Cow 12" (1991, Polydor)[5]
- Paradise Lost – As I Die (1992, Music for Nations)
- Paradise Lost – Shades of God (1992, Music for Nations) (Produzent, Engineer, Mix)
- The Wonder Stuff – Will the Circle be Unbroken from Welcome to the Cheap Seats EP (1992, Polydor)
- Cancer – Sins of Mankind (1993, Vinyl Solution) (Produzent, Engineer, Mix)
- Diamond Head – Death and Progress (1993, Castle Music America) (Engineer)
- Paradise Lost – Icon (1993, Metal Mind Records/1994, Music For Nations) (Produzent, Engineer, Mix)
- Wolfsbane – Massive Noise Injection (1993, Bronze Records)
- Wolfsbane – Massive Noise EP (1993, Bronze Records)
- Paradise Lost – Seals the Sense (1994, Music for Nations)
- The Wildhearts – Caffeine Bomb von Earth vs the Wildhearts (1994, EastWest) (Koproduzent)
- Wolfsbane – Wolfsbane (1994, Bronze Records)
- Apes, Pigs & Spacemen – Transfusion (1995, Music for Nations)
- Cancer – Black Faith (1995, EastWest)
- Dearly Beheaded – In a Darkened Room (1995, Music for Nations)
- Helmet – Complete vom Johnny Mnemonic OST (1995, Columbia Records)
- Paradise Lost – Draconian Times (1995, Relativity/Music for Nations) (Produzent, Mix)
- Paradise Lost – The Last Time (1995, Music for Nations)
- The Wildhearts – Fünf Songs von P.H.U.Q. (1995, EastWest)
- The Wildhearts Just in Lust EP (1995, EastWest)
- The Wishplants – Coma
- Crowbar – Broken Glass (1996, Pavement Music/2006, Candlelight USA)
- Hardware – Race, Religion & Hate (1996, Bulletproof/EMI Records)
- Pitchshifter – Infotainment? (1996, Earache Records)
- The Wildhearts – Zwei Songs von Fishing for Luckies (1996, Round Records) (Mix)
- Apes, Pigs & Spacemen – Snapshot (1997, Music for Nations)
- Entwined – Dancing Under Glass (1998, Earache Records)
- Pantera – Nosatsu Live (engineer)[6]
- Paradise Lost – Acht Songs von Reflection (1998, Music for Nations)
- Ramp – Evolution, Devolution, Revolution  (1998)
- Amorphis – Tuonela (1999, Nuclear Blast)
- Meathook Seed – Basic Instructions Before Leaving Earth (B.I.B.L.E.) (1999, Dreamcatcher Records) (Produzent, Mix)
- Napalm Death – Leaders Not Followers (1999, Dreamcatcher Records)
- Inhuman – Foreshadow (1998, Uniao Lisboa)
- Deceased – Supernatural Addiction (2000, Relapse Records) (Produzent, Keyboards bei einem Song)
- Love Like Blood – Enslaved + Condemned (2000, Hall of Sermon) (Produzent, Mix, Mastering)
- Napalm Death – Enemy of the Music Business (2000, Dreamcatcher Records)
- Area 54 – No Visible Scars (2000, Dreamcatcher Records) (Mix)
- Amorphis – Alone (2001, Spinefarm Records)
- Amorphis – Am Universum (2001, Spinefarm Records) (Produzent, Engineer)
- Defenestration – One Inch God (2001, Dreamcatcher Records)
- Napalm Death – Order of the Leech (2002, Feto Records/2003, Spitfire Records)
- The Wildhearts – Riff After Riff After Motherfucking Riff (2002, Japan-Import)
- Amorphis – Sechs Songs von Chapters (2003, Relapse Records)
- The Exploited – Fuck the System (2003, Dreamcatcher Records)
- Napalm Death – Leaders Not Followers: Part 2 (2004, Century Media) (Engineer)
- The Wildhearts – Tracks from Riff After Riff (2004, Gearhead Records)
- Deceased – Supernatural Addiction/Behind the Mourner's Veil (2005, Relapse Records)
- Skullshifter – Here in Hell (2005) (Mix)
- Orson – Everything und Jesse von No Tomorrow EP (2006, Universal Records)
- Orson – Happiness Single (2006, Universal Records) (Engineer)
- Blacklight Pioneer – Tracks (2012)
- The Arbour Doves – Album (2013)
- The Wonder Stuff – 30 Goes Around the Sun, Album (2016)
- The Wonder Stuff – Upstaged, Album (Mix) (2018)
- Cancer – Shadow Gripped (Peaceville Records) Album (2018)
- The Wonder Stuff – Better Being Lucky, Album (2019)